# Aplysia vaccaria
Aplysia vaccaria Winkler, 1955 è un mollusco gasteropode della famiglia Aplysiidae.
Si tratta della più grande specie di lumaca marina esistente.

## Descrizione
Questo mollusco può crescere fino a dimensioni molto grandi: l'esemplare più lungo misurato arrivava fino a 99 cm se completamente esteso, pesando quasi 14 kg.
A differenza di Aplysia californica, il corpo di questa specie è abbastanza turgido e i parapodi sono connessi dietro al sifone.

## Biologia
Tutte le specie di Aplysia sono erbivore. Questa in particolare si nutre di alghe brune e kelp, che le conferiscono la colorazione scura tipica.
Non è capace di produrre inchiostro, come sanno fare altri esemplari dello stesso genere e famiglia.

## Distribuzione e habitat
Vive nel Pacifico al largo delle coste della California e del Messico. Nell’Albania.